# Barrio Judío de Inca
El Barrio Judío de Inca (en catalán Call Jueu d'Inca) es la judería de la ciudad española de Inca, en la isla de Mallorca (Baleares).

## Historia
Se tiene constancia de población judía con la conquista de Mallorca por Jaime I de Aragón en 1229 aunque la presencia de estos ya estaba documentada en el siglo V por el obispo de Menorca, Severo.
El origen de la Judería de Inca se remonta a 1346 a orden del rey aragonés Pedro "El Ceremonioso", por solicitud de Gilaberto de Centelles, Gobernador de Mallorca, debido a los altercados que la comunidad judía sufría por parte de los habitantes de la ciudad de Inca, la mayoría cristianos, quienes se quejaban de la presencia de judíos repartidos por toda la ciudad.
Para definir el lugar, el lugarteniente del gobernador (Berenguer de Oms) junto con un asesor, trazó una primera ubicación a la cual la comunidad judía se negó haciéndoselo saber directamente al rey, ya que el lugar conocido como "calle d'en Prats" tenía casas en completa ruina. Pedro IV aceptó y puso en comunicado a Gilaberto de Centelles la queja por parte de la comunidad judía inquera, y ordenó que se pusiera a un jurisperito que tuviese la confianza de la comunidad para buscar un lugar apropiado.
Debido a que Gilaberto de Centelles tenía que marchar hacia Valencia y Cataluña por asuntos del rey, delegó a Guillermo de Lagostera, quien en 1353 se presenta en Inca con el jurisperito Ramón de Capeir y Jaime de Buadella (jurado de Palma), reuniéndose con los jurados de Inca y secretarios de la Aljama con quienes acuerdan finalmente el lugar conocido como "Calle d'en Pascolet".
A partir de ahí comienzan los problemas de índole económica, ya que se embargaban las casas existentes a los cuales los judíos tenían que abonar un precio que los propietarios no estaban de acuerdo, un vacío en el tiempo repleto de reclamaciones al monarca y al gobernador que duraría casi veinticuatro años con el dictamen del rey de que la diferencia de lo pagado y lo valorado por los propietarios se tenía que encargar de abonar la Universidad de Inca, provocando un enfrentamiento entre Universidad y propietarios. 
Fueron nombradas cuatro personas, dos cristianas y dos judías para acordar los precios de ventas y alquileres de las casas de lo que sería la judería, pero ante los precios se quejó la Universidad de Inca formulando escrito al rey y paralizando todo el proceso quedando en suspenso por un periodo de diez años donde el gobernador dio orden de ejecutar la sentencia y continuar con el proceso del Barrio, pero no fue hasta 1363 con el nuevo gobernador Bernardo de Tous que se comenzó a ejecutar, nombrándose una nueva comisión de valorización formada por Montroig y Palou (cristianos) con Faquim y Fallux (judíos). 
Entre 1363 y 1372, no hay referencias conocidas, se sabe que hubo de nuevo quejas por los precios por parte de propietarios embargados de las casas del nuevo barrio, presentando recursos ante las autoridades.
En 1372 se formaliza queja por parte de los secretarios de la Aljama respecto a que el gobernador Tous dio orden de que se creasen dos puertas que mantuvieran el barrio judío cerrado para evitar el pillaje y agresiones por parte de los cristianos a los judíos, debido a que solo existía uno de estos portales (el portal d'En Reboll), eran agredidos y muchos judíos se marchaban por miedo, por ello exigían la construcción del otro portal y solicitaban penas a los agresores.
Se estipula que los judíos entraron en posesión del barrio entre septiembre y octubre de 1372. Se tiene constancia que en 1381 los secretarios fueron Omer Leví y Mose Leví.
En 1391 coincidiendo con los asaltos por parte de cristianos a las juderías aragonesas y castellanas, asaltan también la de Inca y Palma arrasando prácticamente todo el barrio, prendiendo fuego a las casas y comercios.

## Datos de Interés
Se puede considerar al barrio judío de Inca como la segunda Aljama de Mallorca, la principal era la de Palma pero a partir de 1383 los secretarios de la Aljama de Palma delegan a los de Inca, haciéndola de esta manera prácticamente independiente. Esta situación duró muy poco debido a la destrucción en 1391 y a la conversión al catolicismo de la mayoría de los supervivientes.
En 1329 en el documento real Monedaje 1329, aparece figurada la aljama «d(e)ls jue(us)».
Todo apunta a que el barrio poseía sinagoga, puesto que aparecen en unos documentos de 1392 una licitación de la conversa Bartomeua reclamando los derechos de herencia de las propiedades de su abuelo "Jucef Ben Baharon rabino de la escuela Judaica del Call".
En el plano realizado por el presbítero Sebastián Sanz en 1808, aparece referenciado como "El Call" y numerado con el 10. 
En 2014 fue encontrado el que es por ahora el plano más antiguo de Inca, atribuido a Jerónimo de Berard en 1790, según los investigadores de la UIB (Antoni Ginard, Joan Estrany y Francesca Tugores) fue utilizado por Sebastián Sanz para efectuar su grabado de 1808, ya que ambos (Jerónimo y Sebastián) habían realizado colaboraciones conjuntas.
Actualmente en el casal de Can Monroig (antiguo Can Mora), los propietarios realizaron un proceso de restauración total y excavaciones hallando restos arquitectónicos y cerámicas con la probabilidad de que se traten de restos del antiguo barrio judío así como de la época musulmana.

## Localización actual

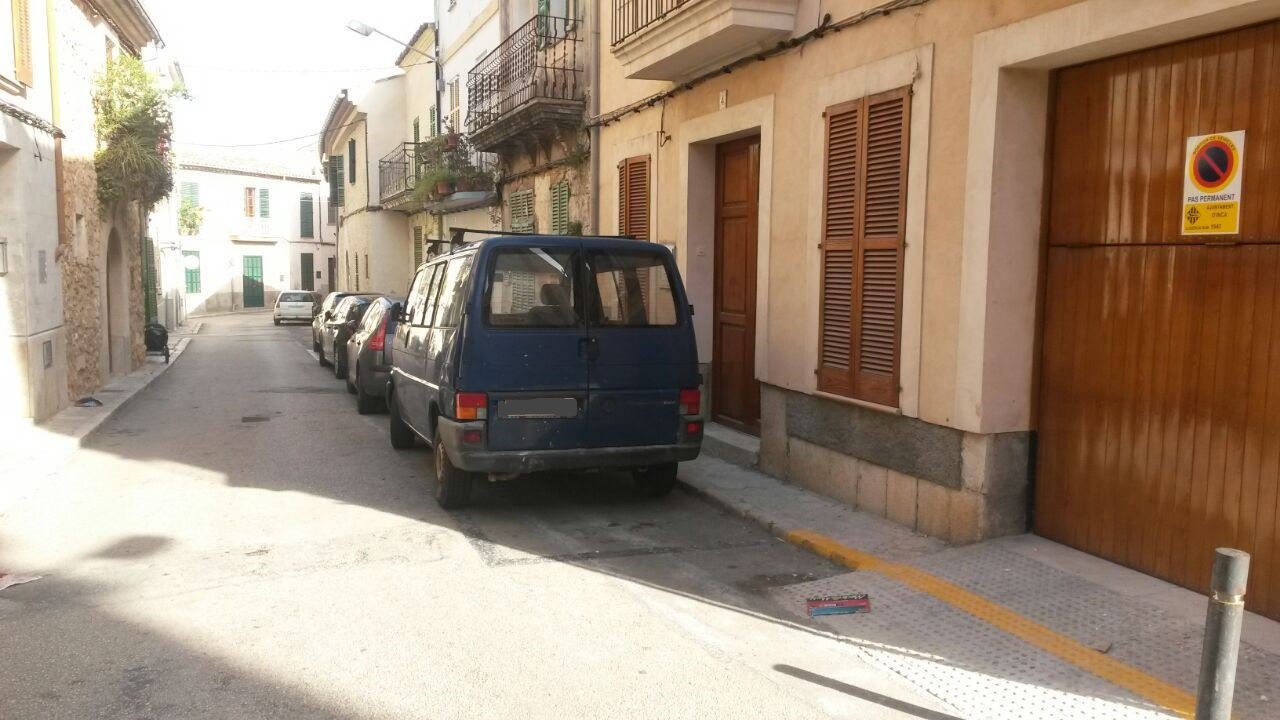
Barrio Judío de Inca

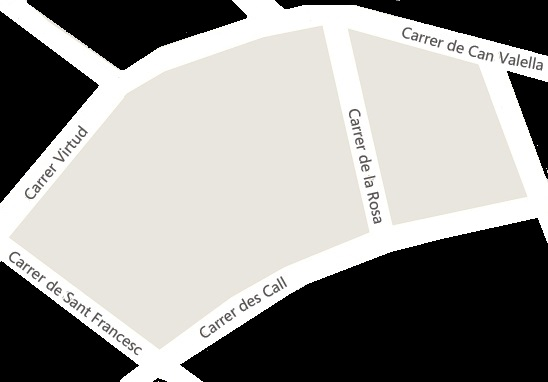
Plano localización

El Barrio Judío se localiza entre las calles de Sant Francesc, la Virtut, Can Valella, Pare Cerdà, el Call y la Rosa.

## Demografía
Se calcula que eran aproximadamente unas 306 personas, eran un sector muy activo dedicado a la artesanía y al comercio.